# Volontari per destinazione ignota
Volontari per destinazione ignota è un film per la televisione italiana ambientato durante la guerra civile spagnola, prodotto dalla Rai nel 1978 diretto da Alberto Negrin.

## Trama
In un paese della Lucania vicino a Matera nel novembre 1936 alcuni uomini di povere origini, sono costretti a lavorare sfruttati per il rappresentante del latifondo locale. Nel paese si vocifera anche che lo Stato pagherà tutti coloro che accetteranno di recarsi in Africa Orientale dopo essersi arruolati come militari per colonizzarla. Antonio Stella, che ha già combattuto nella guerra d'Etiopia, l'anziano Giuseppe Panedigrano e Nicola Notarianni insieme ad altri, accettano di arruolarsi. Mentre sono in navigazione, i volontari scoprono che dopo essere sbarcati a Cadice, dovranno poi andare a Malaga, per combattre nella guerra civile spagnola ma il conflitto si rivelerà è pesante da sopportare: Nicola diserta, Giuseppe muore infine Antonio, rimpatriato ormai mutilato, ricomincia a lavorare per il rappresentante latifondista sottopagato.